# بلانيتيس
بلانيتيس (باليابانية: プラネテス، بالروماجي: Puranetesu) هي سلسلة مانغا يابانية من تأليف ورسم ماكوتو يوكيمورا، نشرت من قبل كودانشا في مجلة مورنينغ الأسبوعية، صدرت في يناير عام 1999 حتى يناير عام 2004، وتم تجميع فصول المانغا من قبل كودانشا في 4 مجلدات تانكوبون، نشرت في 23 يناير 2001 حتى 23 فبراير 2004. اقتبست إلى أنمي تلفزيوني من قبل استوديو سنرايز، عرض الأنمي في 4 أكتوبر عام 2003 واستمر عرضه حتى 17 أبريل عام 2004، وتكون 26 حلقة.

## القصة
تدور أحداث القصة في عام 2025، الذي أصبح فيه السفر بين الأرض والقمر والمحطات الفضائية جزء من الحياة اليومية، وبسبب تطور التكنلوجيا في الفضاء أدى إلى ازدياد مشكلة
الحطام الفضائي، الذي يسبب أضرار جسيمة للمحطات الفضائية، ولحل هذه المشكلة يقوم طاقم DS-12 في قسم الحطام الفضائي، باستخدام طرق طرق عديدة للتخلص من الحطام.

## الشخصيات
هاتشيروتا هوشينو (باليابانية: 星野 八郎太 ، بالروماجي: Hoshino Hachirōta)
مؤدي الصوت: كازوناري تاناكا
آي تانابي (باليابانية: 田名部 愛، بالروماجي: Tanabe Ai)
مؤدية الصوت: ساتسوكي يوكينو
في كارمايكل (باليابانية: フィー·カーマイケル، بالروماجي:  Fī Kāmaikeru)
مؤدية الصوت: أي أوريكاسا
يوري ميهايروكوفو (باليابانية: ユーリ·ミハイロコフ، بالروماجي: Yūri Mihairokofu)
مؤدي الصوت: تاكيهيتو كوياسو

## وصلات خارجية
- الموقع الرسمي (باليابانية)